# Atoka (Oklahoma)
Atoka è un comune degli Stati Uniti d'America, capoluogo della Contea di Atoka, nello Stato dell'Oklahoma.

## Società

### Evoluzione demografica
Abitanti censiti:
Abitanti censitiAnno0500100015002000250030003500191019301950197019902010Popolazione